# Natural Resources Conservation Service
Служба охорони природних ресурсів США (NRCS — Natural Resources Conservation Service), раніше знана як Служба збереження ґрунтів (SCS — Soil Conservation Service) — підрозділ Міністерства сільського господарства США, завдання якого полягає в покращенні, охороні та збереженні природних ресурсів на приватних землях через кооперативне партнерство з державними та місцевими установами. Попри те, що основним напрямком діяльності були сільськогосподарські угіддя, було зроблено значний внесок в дослідження ґрунтів, класифікацію рослин та покращення якості води.
PLANTS — електронний каталог рослин, мохів, грибів та лишайників, поширених на території Сполучених Штатів Америки. Каталог включає назви, зображення рослин, контрольні списки, дані про поширення, характеристики, інформацію про культуру та надає автоматизовані інструменти для пошуку. Проєкт засновано і підтримується Службою охорони природних ресурсів Міністерства сільського господарства США.